# Willemoes-klassen
Willemoes-klassen var Søværnets hurtiggående torpedobåde, der var i stand til at skyde op imod 40 knob (74 km/t). Den grundlæggende taktik bestod i sin enkelthed i at gemme sig indtil fjenden var tæt på for derefter at affyre sine missiler og torpedoer og stikke af med høj fart. Når der blev givet fuld gas med gasturbinen brugte man ca. 4.500 liter dieselolie i timen – ved denne hastighed var brændstofbeholdningen opbrugt på 10 timer. På grund af dette store brændstofforbrug var der to tankskibe af Faxe-klassen tilknyttet torpedobådene, så der altid var brændstof i nærheden.
Torpedomissilbåden P547 Sehested ligger nu som et museumsskib på Marinestation København.
| Pnt. | Navn      | Kølen lagt         | Søsat              | Indgået          | Navngivet af                                 | Skæbne                                                            | Kaldesignal |
| ---- | --------- | ------------------ | ------------------ | ---------------- | -------------------------------------------- | ----------------------------------------------------------------- | ----------- |
| P540 | Bille     | 18. oktober 1974   | 23. december 1974  | 14. juni 1977    | Kommandør S.E. Thiede                        | Udfaset 15. marts 2000                                            | OVFV        |
| P541 | Bredal    | 11. februar 1975   | 18. april 1975     | 14. juni 1977    | Kontreadmiral H.M. Petersen                  | Udfaset 15. marts 2000                                            | OVFW        |
| P542 | Hammer    | 6. juni 1975       | 3. oktober 1975    | 1. februar 1978  | Kommandør F.A.H. Kjølsen                     | Udfaset 15. marts 2000                                            | OVFX        |
| P543 | Huitfeldt | 8. oktober 1975    | 16. januar 1976    | 1. februar 1978  | Viceadmiral S.E. Pontoppidan                 | Udfaset 1. april 2000                                             | OVFY        |
| P544 | Krieger   | 6. februar 1976    | 19. maj 1976       | 1. februar 1978  | Viceadmiral A. Helms                         | Udfaset 1. april 2000                                             | OVFZ        |
| P545 | Norby     | 3. juni 1976       | 24. september 1976 | 15. februar 1978 | Kontreadmiral O. Brinck-Lund                 | Udfaset 1. april 2000                                             | OVEA        |
| P546 | Rodsteen  | 17. september 1976 | 9. december 1976   | 15. februar 1978 | Borgmester i Frederikshavn Villy Christensen | Udfaset 1. oktober 2000                                           | OVEB        |
| P547 | Sehested  | 22. december 1976  | 5. maj 1977        | 19. maj 1978     | Departementschef P.V. Christiansen           | Udfaset 31. december 2000, efterfølgende omdannet til museumsskib | OVEC        |
| P548 | Suenson   | 27. maj 1977       | 26. august 1977    | 10. august 1978  | Forsvarsminister Poul Søgaard                | Udfaset 1. april 2000                                             | OVED        |
| P549 | Willemoes | 26. juli 1974      | 19. oktober 1974   | 20. marts 1977   | H.K.H. Prins Henrik, Prinsgemalen            | Udfaset 1. juli 2000                                              | OVEE        |